# Chiesa di San Giovanni Battista (Morlupo)
La chiesa di San Giovanni Battista è la parrocchiale di Morlupo, in città metropolitana di Roma Capitale e diocesi di Civita Castellana; fa parte della vicaria Flaminia.

## Storia
Il primitivo luogo di culto morlupese venne fondato nel IX secolo dal duca Giovanni e realizzato da maestranze del luogo.
La chiesa venne interessata da un intervento di restauro nel 1593 grazie all'interessamento del conte Antimo Orsini, mentre nel 1611 si provvide a erigere il campanile.
Nel 1819 la parrocchiale subì un intervento di rifacimento a causa delle pessime condizioni in cui precedentemente versava; un ulteriore ampliamento fu condotto nel 1905 con la costruzione della navatella laterale sulla destra.
L'edificio venne ristrutturata nel 1962 e, quattro anni dopo, si procedette all'norme postconciliari mediante la realizzazione del nuovo altare rivolto verso l'assemblea; ulteriori interventi di miglioramento si ebbero a più riprese tra il 2005 e il 2015.

## Descrizione

### Esterno
La simmetrica facciata a salienti della chiesa, rivolta a settentrione, si compone di due registri, entrambi scanditi da lesene; quello inferiore, più largo, presenta centralmente il portale d'ingresso e ai lati due nicchie ospitanti altrettante statue, mentre quello superiore, affiancato da due volute, è caratterizzato da una finestra e coronato dal timpano triangolare.
Annesso alla parrocchiale è il campanile a base quadrata, la cui cella presenta su ogni lato una monofora a tutto sesto.

### Interno
L'interno dell'edificio si compone di un'ampia navata centrale, sulla quale si affacciano una navicella secondaria sulla destra e, sulla sinistra, le cappelle laterali, introdotte da archi a tutto sesto, e le cui pareti sono scandite da lesene sorreggenti il cornicione aggettante e modanato sopra il quale si imposta un registro caratterizzato dalle finestre; al termine dell'aula si sviluppa il presbiterio, rialzato di alcuni gradini e chiuso dall'abside quadrangolare.
Qui sono conservate diverse opere di pregio, tra le quali la tela con soggetto la Presentazione di Maria al Tempio, risalente al XVII secolo, il fonte battesimale, costruito nella seconda metà del Cinquecento, e la pala raffigurante la Circoncisione, eseguita probabilmente dalla scuola di Albrecht Dürer.